# Alison Hewson
Alison "Ali" Hewson (nacida Stewart; Dublín, 23 de marzo de 1961) es una activista y empresaria irlandesa. Es la esposa del cantante y músico Paul Hewson, conocido como Bono, líder de la banda de rock U2.
Criada en Raheny, Hewson conoció a su futuro esposo a una corta edad mientras ambos asistían al Mount Temple Comprehensive School y se casaron el 21 de agosto de 1982.
Obtuvo un título en Política y Sociología por la University College Dublin en 1989. La pareja tiene cuatro hijos y poseen residencias en Irlanda, Francia y Estados Unidos. Alison ha inspirado varias de las canciones de U2, siendo "Sweetest Thing" la más famosa.
En 1992, Hewson comenzó una carrera como activista, centrándose en los efectos de la energía nuclear. Narró "Black Wind White Land", un documental irlandés de 1993 sobre los efectos duraderos del accidente de Chernóbil, y ha trabajado de cerca con la activista irlandesa Adi Roche. Alison es patrocinadora de Chernobyl Children’s Project desde 1994 y ha participado en varias misiones de ayuda a las zonas de exclusión de alta radiación de Bielorrusia. Hewson ha hecho también campaña contra Sellafield, la norteña planta nuclear inglesa. 
En 2002 ayudó encabezar un esfuerzo que envió más de un millón postales, para incitar a que el sitio fuera cerrado, al Primer Ministro Tony Blair y a otros. Los tabloides han mencionado Hewson como una posible candidata del Partido Laborista para presidenta de Irlanda pero tal intento nunca se ha llevado a cabo.
Hewson es cofundadora de dos empresas en el campo del negocio ético: la línea de moda EDUN y los productos Nude Skincare. El primero, deseado para promover el comercio equitativo con África, ha luchado para convertirse en una empresa viable. El grupo francés LVMH ha hecho inversiones cuantiosas en ambas compañías.

## Primeros años y educación
Alison Stewart nació el 23 de marzo de 1961, Hija de Joy y Terry Stewart, y nieta de Hector Grey, un conocido comerciante de Dublín, propietario de una tienda. Alison tiene un hermano mayor, Ian y un sobrino, el modelo, Ross Stewart. Ambos viven en Australia. La familia Stewart, que vivía en la zona residencial de Raheny al Norte de Dublín, criaron a sus hijos bajo la fe Protestante. Su padre fue un electricista autodidacta que, de acuerdo con su hija, "constantemente cuestionaba" las cosas. Su madre, una ama de casa, tenía una carrera administrativa en mente para Alison. Alison estudió en Mount Temple Comprehensive School dónde, a la edad de 12 años, conoció a Paul Hewson, quién era un año mayor que ella. Él la persiguió inmediatamente, pero en un inicio Ali guardó la distancia etiquetándolo como "un tonto", aunque lo admiraba en secreto.
En septiembre de 1974, Iris, la madre de Paul, murió repentinamente, abandonándolo emocionalmente a su suerte y en conflicto con su padre y hermano. Poco después, Alison comenzó a cuidar de Paul, lavando sus ropas, yendo a la escuela con él y cocinándole. En septiembre de 1976, Paul Hewson conoció a los otros miembros de lo que se convertiría en U2. Alison y Paul comenzaron a salir juntos por la misma época.
Los miembros de la banda adoptaron diferentes apodos y Paul Hewson pronto pasó a llamarse Bono. Él y Ali, como ella era conocida, se convirtieron en una pareja estable en el área de Dublín. En cierto momento, rompieron pero poco después volvieron juntos. La relación se tornó más seria cuando ella lo acompañó en sus esfuerzos de avanzar dentro de la industria de la música, y antes de 1979 estaban hablando de matrimonio, dependiendo del establecimiento de la carrera de Bono. Mientras tanto, Ali trabajaba en una compañía de seguros de motor y en la empresa eléctrica de su padre.

## Matrimonio y familia
Alison se casó con Bono el 21 de agosto de 1982 en una ceremonia de la Iglesia de Irlanda en “All Saints Church”, Raheny. Debido a deudas con la productora discográfica de U2, Island Record, la pareja no tenía reservas listas para una luna de miel, pero el fundador de la discográfica Chris Blackwell les dejó usar su finca Goldeneye ubicada en Jamaica. Al inicio, los recién casados compartieron una pequeña casa en Howth con el resto de la banda. A la joven le tomó un tiempo disfrutar de la música de la banda, pues sus gustos iban hacia los discos de Frank Sinatra y Nat King Cole que su padre poseía. En 1987, Bono describió su matrimonio diciendo: “Ella no se gastará como un broche. Tenemos una relación tormentosa porque [Ali] es su propia mujer.”
Aunque Hewson quería ser enfermera, desistió al darse cuenta de que la intensa educación que ello requería podría ser incompatible con la dirección que había tomado la vida de su esposo. En vez de eso, ella se concentró en el estudio de las ciencias sociales, para darle una habilidad de comprender la política social y hacer una diferencia para las personas, algo parecido a lo que la enfermería le habría permitido.
Alison recibió un título en Ciencias Sociales, Política y Sociología por la University College Dublín en 1989 a la edad de 28 años, dando a luz a Jordan, su primera hija con Bono, dos semanas antes de realizar los exámenes finales. Los planes adicionales de obtener un máster en Ética Política y Moral fueron desbaratados por el parto de su segunda hija, Memphis Eve, en 1991. Sus otros dos hijos: Elijah Bob Patricius Guggi Q y John Abraham, nacieron en 1999 y 2001 respectivamente.
Ser madre soltera mientras U2 estaba de gira fue difícil para Ali, pero encontró apoyo en su esposo incluso estando lejos.

## Carrera como activista
En otoño de 1985, luego de la participación de U2 en Live Aid, Bono y Alison pasaron cinco semanas como voluntarios de ayuda en Ajibar durante el período de hambruna en Etiopía (1983-1985). Ella vio a niños sin posesiones y con riesgo de muerte, que parecían más vivos espiritualmente que aquellos en Irlanda con comodidades materiales pero que parecían consentidos y sin conciencia espiritual.
En 1986, la pareja viajó hacia áreas marcadas por conflictos bélicos en Nicaragua y El Salvador en una visita organizada por la Central American Mission Partners.
En 1992, Hewson participó en las protestas de Greenpeace contra la planta Sellafield de reprocesamiento nuclear, ubicado en el mar irlandés en Cumbria, Inglaterra. Alison estaba especialmente en contra de la apertura de la Planta de Reprocesamiento de Óxido Termal, aún en construcción. Esta participación la llevó a interesarse por el desastre nuclear de Chernóbil de 1986. Después de una solicitud de la activista Adi Roche, fue a zonas de exclusión de alta radiación arruinadas en Bielorrusia durante tres semanas para narrar parte de Black Wind, White Land. El documental irlandés de 1993, mostrado en RTÉ, destacó la difícil situación de las víctimas del evento de Chernóbil. La revista Hot Press escribió que Hewson tenía "obsequios obvios como presentadora, que incluyen un sentido de compasión silenciosa que saca lo mejor de las personas con las que habla". Otro crítico dijo que el documental fue muy efectivo hasta que ella comenzó a hablar.
Hewson estuvo a bordo del navío "MV Solo" de Greenpeace cuando organizó una incursión orientada a la publicidad en el que los miembros de la banda [U2] desembarcaban en Sellafield en lanchas neumáticas, pero Alison dijo que ella no había sido responsable por esa protesta en especial. 
Desde 1994, Hewson ha sido patrocinador de Chernobyl Children's Project International (abreviado como Chernobyl Children International en 2010), una organización fundada y dirigida por Roche que trabaja con niños, familias y comunidades que siguen viéndose afectadas por Chernobyl. A lo largo de los años, Hewson ha realizado al menos diez viajes a Bielorrusia y otras naciones de la región a pesar del riesgo para su salud. Ha organizado convoyes de ayuda por tierra y, en ocasiones, ella misma ha conducido ambulancias llenas de suministros médicos; en un caso, tuvo que retirarse rápidamente cuando se propagó un incendio en un pueblo a unas pocas millas de Chernobyl. Hewson se ha asegurado de que sus propios hijos conozcan a los de Chernobyl con deformidades de nacimiento y otras enfermedades, para que tengan una apreciación más amplia del mundo y de lo que deben estar agradecidos. Ella ha dicho que la recaudación de fondos para los afectados es muy difícil, dado que muchas personas creen que los problemas de Chernóbil son cosa del pasado.
 

Ella era consciente desde el principio de que sus circunstancias la harían vulnerable a los comentarios al estilo de las "damas que almuerzan" (a veces dirigidos contra mujeres, casadas con hombres adinerados y de alto perfil, que se dedican a actividades caritativas), pero dijo: "Las personas que criticar a estas mujeres probablemente sea ceder al cinismo, y creo que si te vuelves cínico acerca de la vida, pierdes el verdadero significado de la misma". En 2007, se convirtió en miembro de la junta directiva de Chernobyl Children's Project International, un papel que le daría voz en la elaboración de políticas de la organización. En 2009, realizó un rappel público de la Elysian Tower de 17 pisos en Cork para recaudar fondos para la organización.
"No tengo una habilidad. Lo que más lamento en la vida es que nunca me convertí en enfermera porque podría ir a todos estos países y realmente ayudar de manera práctica y realmente quedarme atrapada".

—Ali Hewson reflexionando sobre los caminos no tomados, 2005
Volvió al tema de Sellafield en 2002 y señaló que, si bien Irlanda no tenía plantas de energía nuclear, Bielorrusia había sido la región más afectada a pesar de que Chernobyl no estaba en ella, y eso era "exactamente lo que podría pasar en Irlanda si hubiera una explosión en Sellafield". Además, temía las continuas emisiones de bajo nivel de Sellafield: "Empecé a preguntarme qué tan seguro era para [los niños] jugar en la playa o nadar en el mar o incluso comer pescado". Después de los ataques del 11 de septiembre de 2001, también consideró que la planta era vulnerable a los terroristas.
En abril de 2002, Hewson fue uno de los líderes de un esfuerzo que entregó más de un millón de postales exigiendo que se cerrara la instalación; los destinatarios incluyeron al primer ministro británico Tony Blair, el príncipe Carlos y Norman Askew, director de British Nuclear Fuels Limited. (El mensaje al primero decía: "Tony, mírame a los ojos y dime que estoy a salvo".) Ella personalmente le entregó una postal gigante a Blair en el número 10 de Downing Street. La Campaña Shut Sellafield tenía sus postales almacenadas en los supermercados Superquinn y Dunnes Stores, y Hewson contrató públicamente a Tesco cuando se negaron a hacer lo mismo. La campaña fue respaldada por celebridades, incluidos Ronan Keating y Samantha Mumba, y Hewson hizo muchas apariciones en periódicos y radio en su nombre. Fue la primera exposición prolongada que Hewson tuvo a la vista del público, después de dos décadas de centrarse principalmente en mantener su privacidad. Su activismo continuo también significó que ella tampoco estaría siempre presente para los hijos de la pareja.
A medida que el esfuerzo de las postales estaba llegando a su punto máximo, los periódicos sensacionalistas especularon que el Partido Laborista quería presentar a Hewson para las elecciones presidenciales irlandesas de 2004, y el Daily Mirror citó a un miembro anónimo del partido diciendo: "Ella es una madre de cuatro hijos, pero siempre se ha preocupado por los problemas mundiales y sería la candidata perfecta". (El laborismo había tenido éxito con su candidata Mary Robinson en las elecciones de 1990, pero quedó en cuarto lugar con Roche en las elecciones de 1997). Hewson declaró que no se le había acercado y que »no es una propuesta seria. Obviamente sería un gran honor si me pidieran que asumiera una tarea tan grande, pero por un lado no estoy seguro de estar calificado y, por otro lado, tengo cuatro niños pequeños que criar primero». Agregó en broma que no podía ver a Bono accediendo a vivir en una casa más pequeña. Hewson recibió una mención en los medios dos años después como posible candidato del Partido Laborista y Socialdemócrata en las elecciones al Parlamento Europeo de 2004 después de que John Hume se retirara. La noción de su candidatura a la presidencia de Irlanda volvió a surgir en 2008 junto con las elecciones de 2011. Hewson objetó una vez más, diciendo que no hablaba el idioma irlandés lo suficientemente bien, esta vez agregando con humor que no podía ver a su esposo dispuesto a caminar detrás de ella en los eventos. El candidato que presentaron los laboristas, Michael D. Higgins, ganó el puesto. A pesar de esta especulación, Hewson generalmente evita los comentarios políticos en los medios.
Hewson ha abogado durante mucho tiempo por un museo para niños en Irlanda, inspirada por una experiencia positiva que sus hijas tuvieron en el Museo Infantil de Dallas a mediados de la década de 1990. En 2003, se anunciaron planes para construir la llamada Estación de exploración como parte de un proyecto de desarrollo global de 500 millones de euros de Heuston Gate cerca de la estación de tren Dublin Heuston. El centro científico orientado a los niños sería propiedad del fideicomiso benéfico del Museo Infantil Irlandés, establecido en 2006, con Hewson como miembro destacado de la junta dirigida por Danny O'Hare. Hewson dijo: «Dado que somos casi el último país europeo en participar, podemos aprender de los museos para niños que ya están funcionando y expandirlos». Sin embargo, durante los años siguientes, el centro de ciencias enfrentó un costo significativo sobrecostos en las etapas de planificación y una posible investigación de la Comisión Europea sobre cómo la Oficina de Obras Públicas había manejado la adjudicación del contrato para ello. Los efectos de la crisis financiera de 2007-2008 detuvieron todo el proyecto de Heuston Gate. En agosto de 2016, el sitio finalmente se arregló entre Earlsfort Terrace e Iveagh Gardens, y en octubre de 2019, se anunció el puesto de director ejecutivo.
En 2015, Hewson firmó una carta abierta para la cual ONE Campaign había estado recolectando firmas; la carta fue dirigida a Angela Merkel y Nkosazana Dlamini-Zuma, instándolas a centrarse en las mujeres ya que se desempeñan como jefas del G7 en Alemania y la UA en Sudáfrica respectivamente, que comenzarán a establecer las prioridades en la financiación del desarrollo antes de una principal cumbre de la ONU en septiembre de 2015 que establecerá nuevos objetivos de desarrollo para la generación.

## Carrera de negocios
En 2005, Hewson, Bono y el diseñador Rogan Gregory cofundaron la marca de moda EDUN. Su objetivo era ayudar a lograr un cambio positivo en África a través de una relación basada en el comercio justo en lugar de la ayuda directa. Otro objetivo de la etiqueta era establecer un ejemplo ético en una industria que, según ellos, había explotado durante mucho tiempo el trabajo infantil. Ella dijo que querían "demostrar que se puede hacer un negocio con fines de lucro donde todos en la cadena sean tratados bien". Hewson no había estado particularmente interesado en la moda antes de esta empresa.
Hewson enfatizó que Edun tendría que ser rentable para ser considerado un éxito, pero en esto tuvo problemas. Más tarde admitió que la pareja era ingenua acerca de lo que se necesita para hacer una empresa de moda exitosa. Edun encontró problemas tanto con la calidad de los productos como con los tiempos de entrega de sus proveedores africanos, y la mayoría de las tiendas que originalmente tenían la línea la abandonaron. Perdió 9,7 millones de euros en 2007 y 12,8 millones de euros en 2008, sufriendo junto con el resto del sector de la confección la crisis financiera de 2007-2008.
Después de que la pareja invirtiera $20 millones de sus propios fondos en la empresa, vendieron el 49% al conglomerado francés LVMH en 2009. El Edun relanzado presentó a Sharon Wauchob como su nuevo diseñador jefe. En 2010, la empresa había subcontratado gran parte de la fabricación de su nueva línea de moda a China, lo que generó algunas reacciones negativas, mientras que las prendas más sencillas todavía se fabricaban en África. Hewson dijo que las realidades comerciales obligaron a esta acción, pero que esperaba que se pudiera hacer más trabajo en África en el futuro. Hewson dedicó una gran cantidad de tiempo a Edun y dijo en 2011: "Creo que [la industria de la moda] es el negocio más difícil que existe" y que, a pesar de los obstáculos y las luchas, "simplemente sigues adelante". Sin embargo, la propuesta siguió siendo difícil y Edun perdió 6,8 millones de euros en 2011 y 5,9 millones de euros en 2012. Los Hewson dijeron que la empresa estaba en una fase de inversión y que estaban satisfechos con el plan de negocios estratégico de cinco años en marcha.
Hewson también es cofundador, junto con Bryan Meehan, de Nude skincare, una empresa de cuidado de la piel natural y de lujo. Establecida en 2007, la empresa buscaba combinar principios éticos y empaques amigables con el medio ambiente, pero elegantes, con un producto de alto rendimiento basado en probióticos y aceites omega.
En 2009, Hewson inició acciones legales en Inglaterra contra Stella McCartney por sacar a la luz Stella Nude, una nueva versión eau de toilette del perfume Stella, diciendo que equivalía a una infracción de derechos de autor de su propio cuidado de la piel Nude. Hewson perdió en el Tribunal Superior cuando el juez Floyd falló en su contra.
En febrero de 2011, LVMH compró el 70 por ciento del cuidado de la piel Nude. Al año siguiente, Hewson dijo que ser parte de una corporación mucho más grande les dio recursos de investigación y desarrollo de los que antes carecían y un enfoque más centrado en el marketing. Agregó: "Nos tomó mucho más tiempo llegar aquí de lo que esperábamos. Pero aún tenemos grandes ambiciones para que la marca vaya mucho más lejos". La propia Hewson tiene la piel pálida y el cabello muy oscuro, usa pocas joyas y ha evitado la cirugía estética. The Evening Standard describió el estilo de Hewson como "la antítesis del bling" y la columnista Amanda Brunker escribió que a los 50 años su apariencia atractiva "parece desafiar todas las probabilidades" dado su estilo de vida agitado.

## Hewson y U2

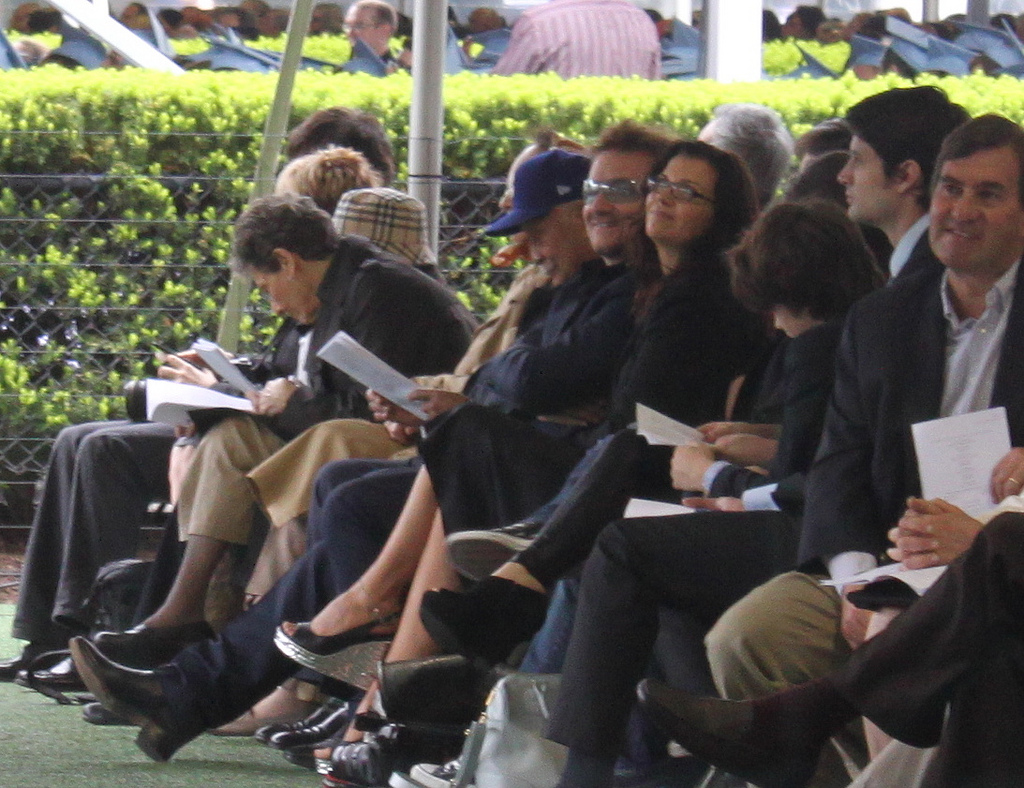
Hewson y Bono en la graduación de su hija en mayo de 2012.

Hewson ha servido como inspiración al menos parcial para muchas canciones de U2 escritas por Bono, desde la pista "Another Time, Another Place" de su álbum debut de 1980, Boy. Ayudó a Bono a superar un mal período de bloqueo de escritor durante el período previo al álbum War de 1983, particularmente en la composición de la letra de "Sunday Bloody Sunday". Inspiró los temas personales de "New Year's Day", del mismo disco. Ese álbum y el War Tour que lo acompaña trajeron el éxito financiero a la banda, y Bono y Hewson se mudaron a una torre Martello de tres niveles y tres habitaciones en Bray. La canción de 1984 del grupo, "Promenade", refleja tanto esa ubicación como los aspectos espirituales de su deseo por ella.
"Me despertaba en la cama en posición fetal y Ali decía: '¿Qué pasa?' Yo le decía: 'No quiero levantarme de la cama'. Y ella decía: 'No quieres escribir, eso es lo que quieres decir'. ... Ali literalmente me estaba echando de la cama por la mañana, poniendo el bolígrafo en mi mano".

—Bono en 2005 sobre su período de bloqueo de escritor en 1983
La canción de U2 "Sweetest Thing" fue escrita para Hewson como regalo porque Bono olvidó su cumpleaños mientras grababa con la banda durante las sesiones de The Joshua Tree. Lanzado originalmente como cara B en 1987, luego fue regrabado y lanzado como sencillo del álbum recopilatorio The Best of 1980–1990 en 1998. Hewson accedió a aparecer en el video musical del sencillo, siempre y cuando todas las ganancias se destinaran a Chernobyl Children's Project.
Bono escribió la letra de la canción de 1988 "All I Want Is You" como una meditación sobre la idea del compromiso. Más tarde dijo: "Se trata claramente de una versión más joven de mí mismo y de mi relación con Ali", y agregó que, por naturaleza, era un vagabundo, no un hombre de familia, y que "la única razón por la que estoy aquí es porque conocí a alguien tan extraordinario que simplemente no podía dejar pasar eso". Las letras de U2 generalmente tienen varios niveles posibles de interpretación, y no siempre es posible atribuirles definitivamente  la influencia de Hewson, pero el escritor musical Niall Stokes cree esa inspiración de Hewson se pronuncia a lo largo del álbum Pop de 1997 del grupo, particularmente  en "Staring at the Sun", que él cree que refleja su participación en el Proyecto Infantil de Chernobyl y los sentimientos de peligro y esperanza que provocó en Bono. Stokes también cree que la canción de 2000 "When I Look at the World" es un reconocimiento explícito de la fuerza y el compromiso de Hewson como lo ejemplifica el trabajo de Chernobyl, mientras que otros piensan que se trata de Jesús o Dios. Bono parece haber desviado esas interpretaciones, diciendo que la canción es en parte una mirada dura a sí mismo desde los ojos de alguien que pierde la fe. En cualquier caso, Bono ha dicho que no se siente limitado en sus escritos o entrevistas por lo que pueda pensar Hewson, ya que "[ella] no lee periódicos. Ni escucha la radio. Hay una distancia misteriosa entre nosotros". No conocida por ser musical, Hewson interpretó "Telephone" de Lady Gaga, a dúo con su esposo, para darle una serenata a su hija Eve en la celebración de su 21 cumpleaños en un club de Las Vegas en 2012.
Hewson y su familia viven en Killiney, en el sur del condado de Dublín, en una mansión y terrenos que dan al mar de Irlanda y que se han ampliado con la compra de la propiedad contigua. Bill Clinton y Salman Rushdie se encuentran entre los que se han hospedado en la casa de huéspedes allí. Con su compañero de banda de U2, The Edge, la pareja es copropietaria de una villa de 20 habitaciones en Èze, en los Alpes Marítimos, en el sur de Francia, donde Bono y Hewson a menudo se mezclan con las principales celebridades. Hewson, en particular, ha sido amiga de varias supermodelos, lo que usa a su favor cuando reserva eventos de caridad. Bono y Hewson también poseen un ático de $14,5 millones en The San Remo en el Upper West Side de Manhattan, que compraron a Steve Jobs. En 2011, la fortuna de la pareja se situó en 572 millones de euros.
Si bien su esposo ha provocado una variedad de respuestas críticas, algunas negativas, las evaluaciones de Hewson han sido generalmente favorables, caracterizándola como con los pies en la tierra. Ella se ve a sí misma como "no la típica esposa de una estrella de rock". Su matrimonio ha sido considerado uno de los más duraderos y estables en el mundo del espectáculo. Tiene que lidiar con los efectos psicológicos de la salida de su esposo de la gira y su readaptación a la vida doméstica. Después del extenso Zoo TV Tour de 1992-1993, lleno de sobrecargas sensoriales y personajes alternativos para Bono, la pareja comenzó la práctica de organizar almuerzos dominicales en casa, para establecer una sensación de actividades regulares y ordinarias. La familia también se convirtió en parte integrante de los servicios dominicales en Killiney, con un vínculo de cristiandad que aún existía entre la pareja. Ella ha declarado: "No tengo ningún deseo de ser una estrella", al ver el efecto que la intensa atención pública ha tenido tanto en su esposo de ella como en el activista Adi Roche. Si bien no le gusta que la llamen "la esposa de Bono", ha dicho: "[...] Realmente no tengo  un gran problema con mi propia identidad, porque soy una persona muy reservada, así que siempre he dejado Bono toma la peor parte de cualquier cosa que se presente. Él está feliz de hacer eso; estoy muy feliz de hacer las cosas a mi manera".

## Premios y honores
La canción de The Cranberries de 2001 "Time Is Ticking Out" se inspiró en el trabajo de Hewson con Chernobyl Children's Project. En 2002, Hewson recibió un título honorario de Doctora en Derecho de la Universidad Nacional de Irlanda por su trabajo sobre cuestiones ambientales, en particular el Proyecto Infantil de Chernóbil. Bono y Ali Hewson recibieron el Premio Tributo Especial de la junta directiva del Consejo de Diseñadores de Moda de Estados Unidos en 2007 por su trabajo humanitario a través de la línea de ropa Edun. Hewson también fue votado como la otra mitad de la celebridad más sexy en una encuesta de 2008 realizada por entertainment.ie.
"Gracias, me siento halagado. ¡Esto me mantendrá sonriendo en esos días 'no tan sexys'!"

—Ali Hewson, en respuesta a haber sido votada como la otra mitad de la celebridad más sexy.